# メディテラネ (フェリー)
メディテラネ（フランス語：Méditerranée）は、フランスの海運会社SNCMが建造し、現在はコルシカ・リネアが所有・運航しているフェリー。

## 船歴
本船は1988年に「ダニエル・カサノヴァ」の名で建造され、1989年5月13日SNCMのマルセイユ - アジャクシオ航路に就航。2002年に新しく建造されたダニエル・カサノバに名を引き継ぎ、本船は現在の名称「メディテラネ」に改名。マルセイユ - チュニス及びマルセイユ - アルジェ航路に就航。 SNCMの破綻・清算に伴い2016年にコルシカ・リネアに譲渡された。
2023年、マグリブ各国との航路増強のため、設備や内装をアップグレードし、煙突もコルシカ・リネアのカラーの赤に改装、アルジェリア航路に就航。再生燃料や省エネ航行などの実証実験なども行っている。

## 船内
11デッキ
- サンルーム

9デッキ
- 特等室（4名×6室・2名×8室）
- 映画

8デッキ

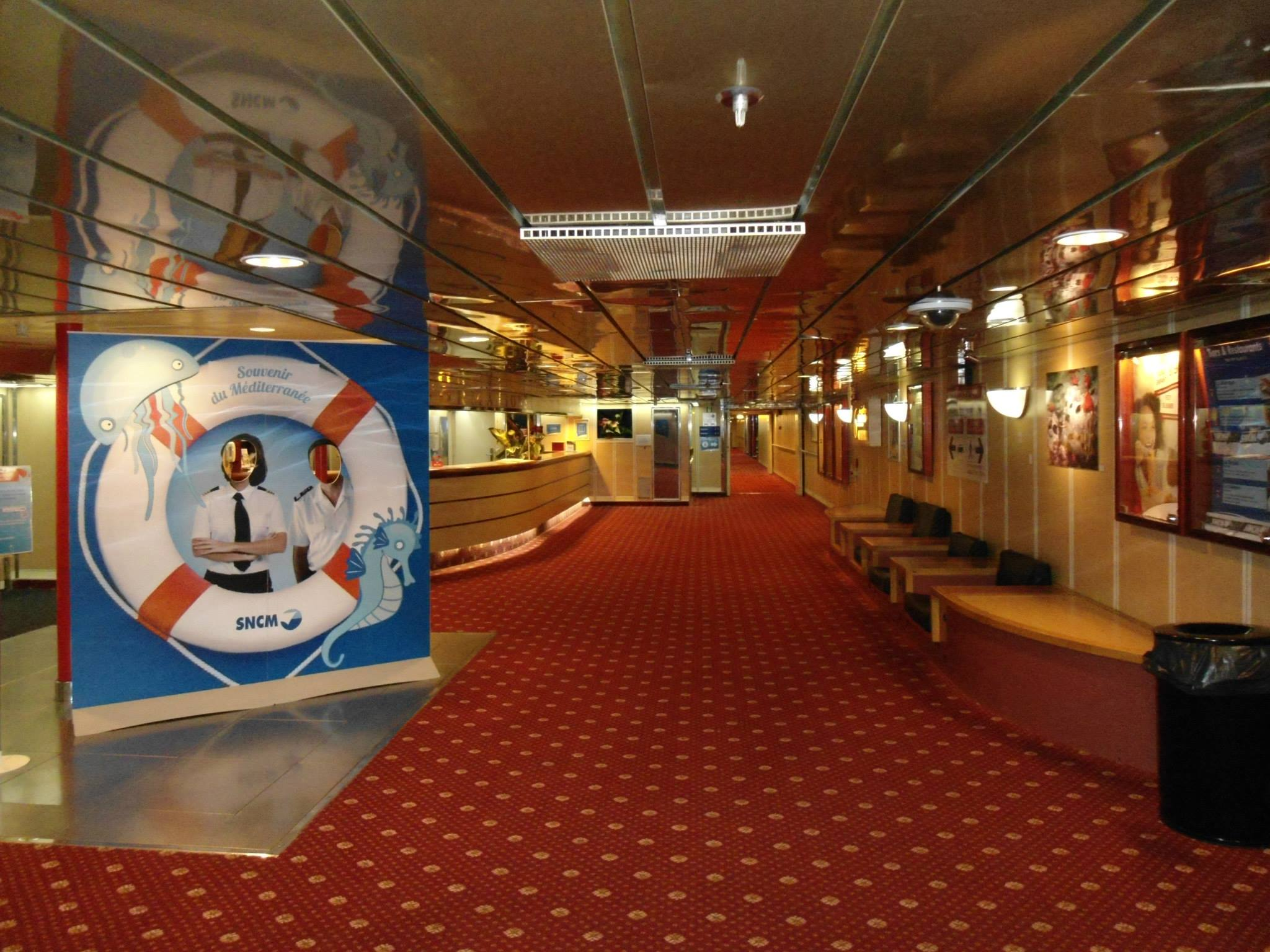
案内所
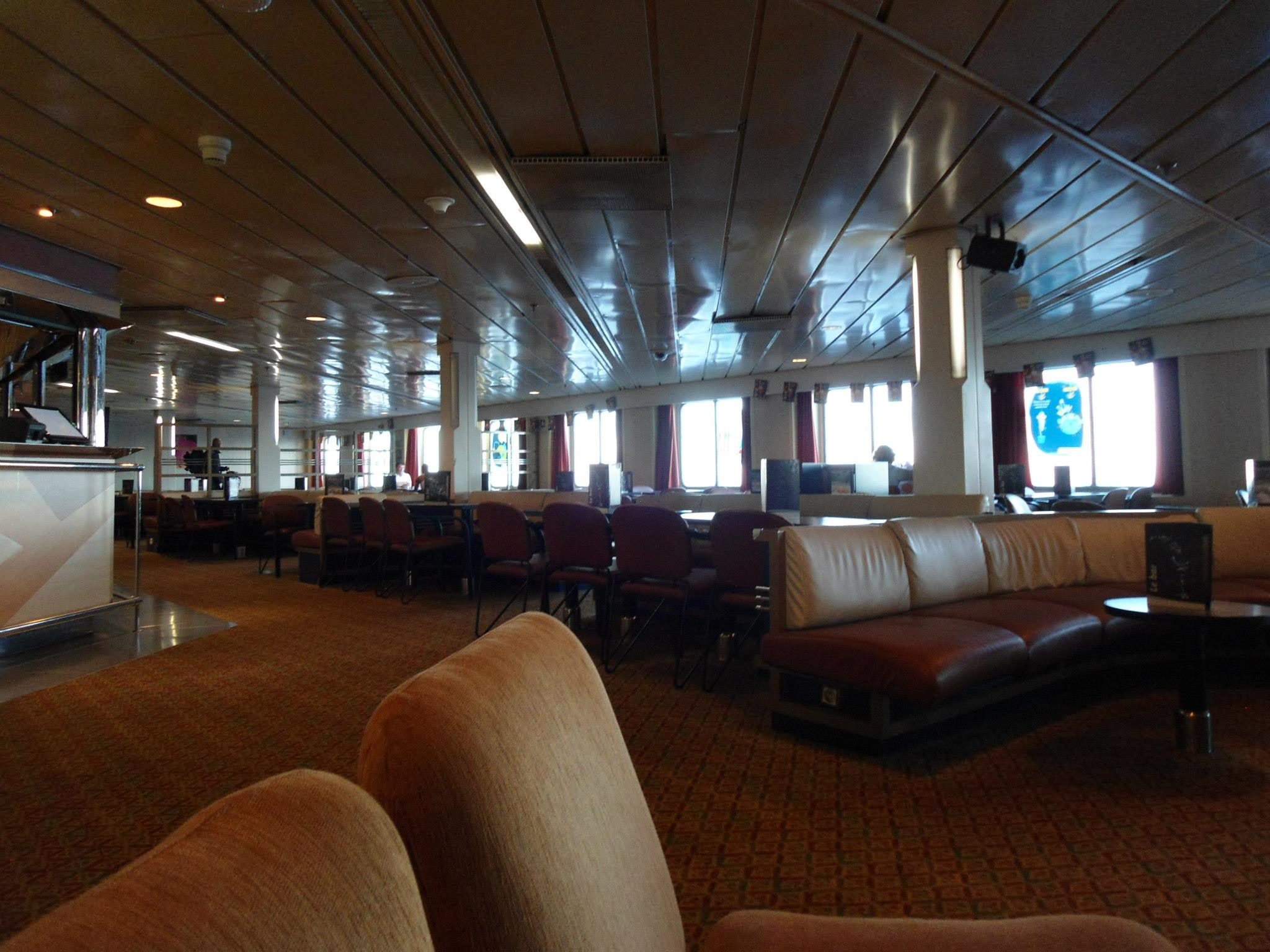
カフェバー
- スナックバー
- ブティック
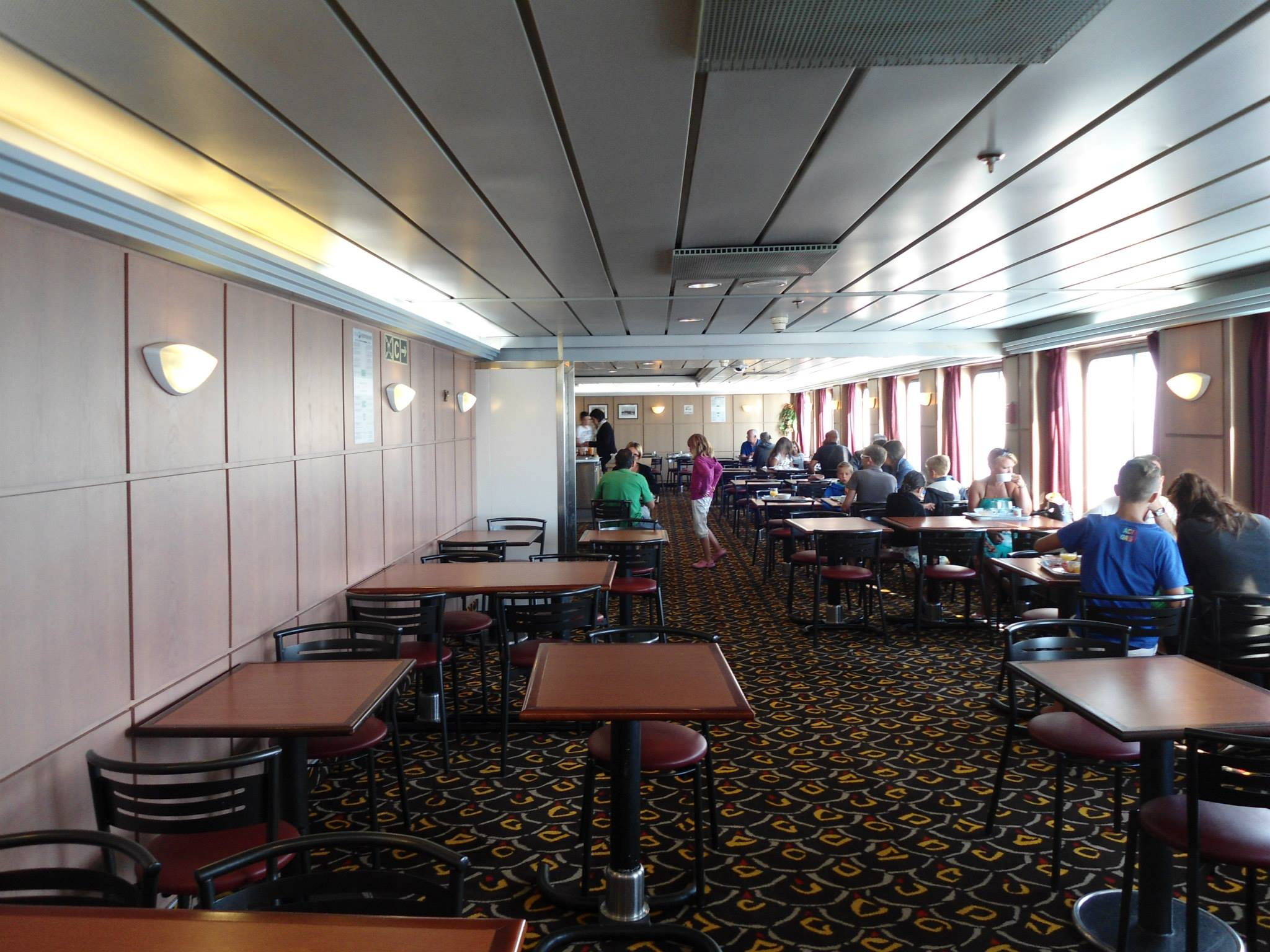
カフェテリア・レストラン
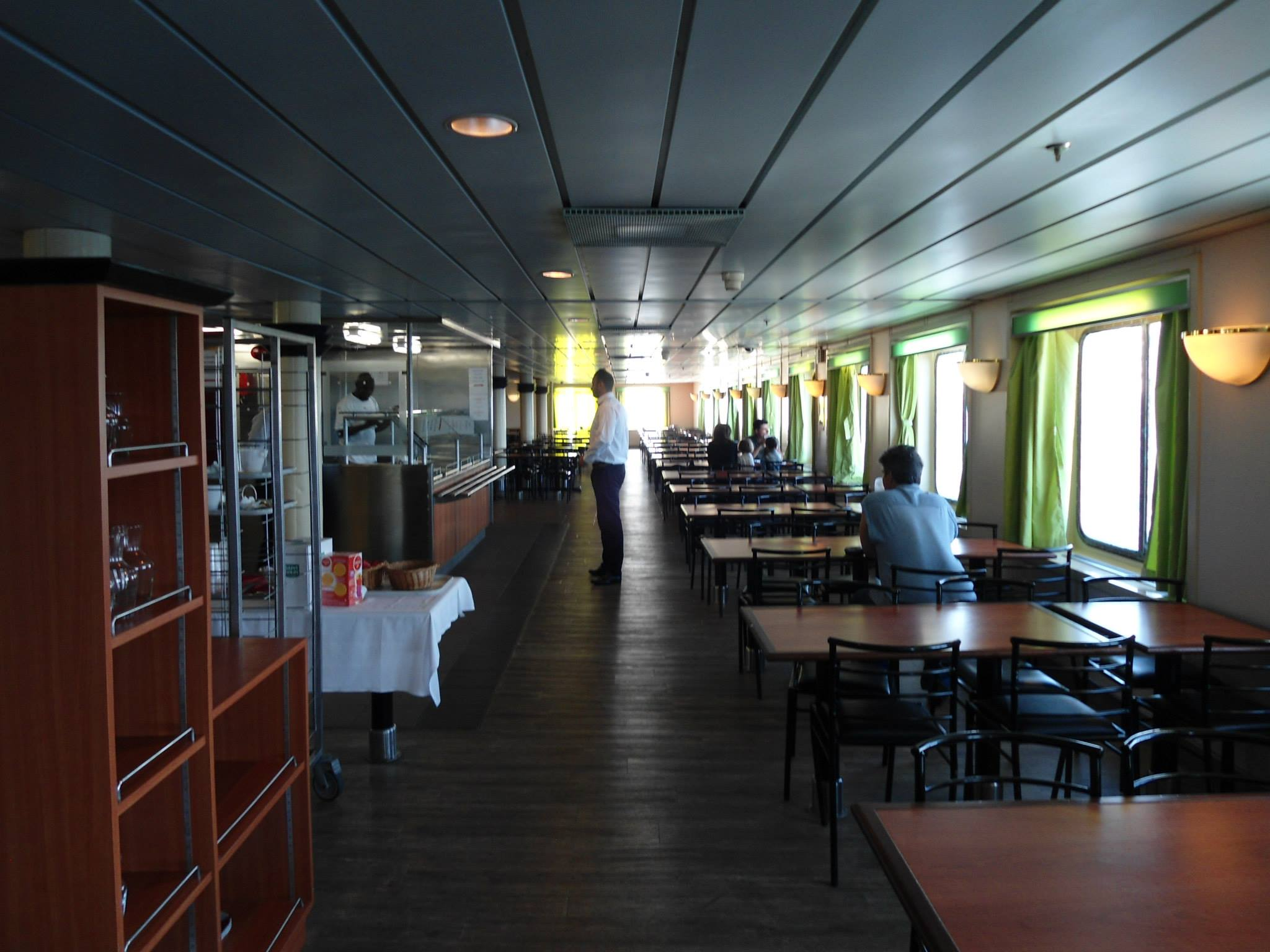
カフェテリア
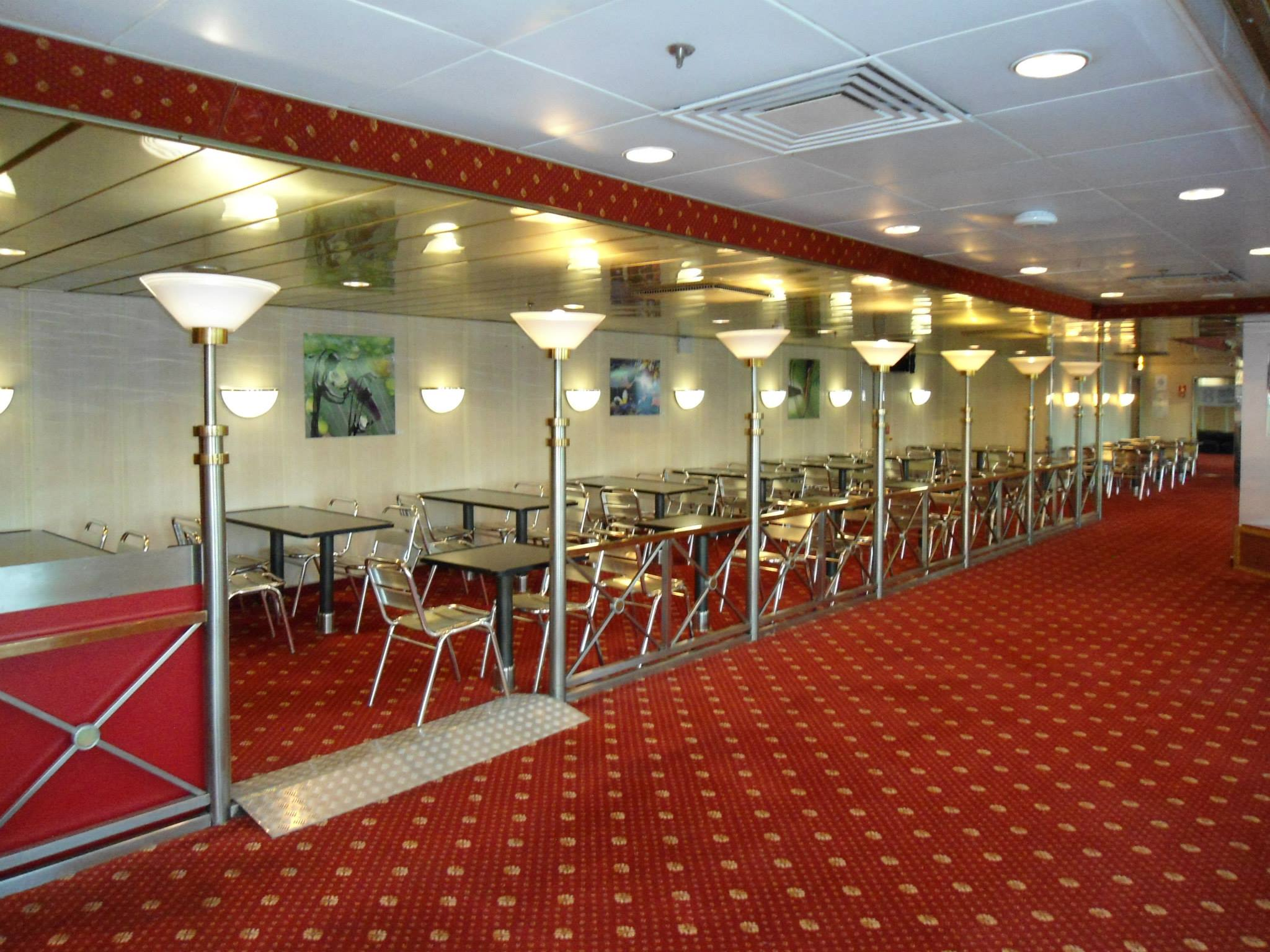
スナックバー
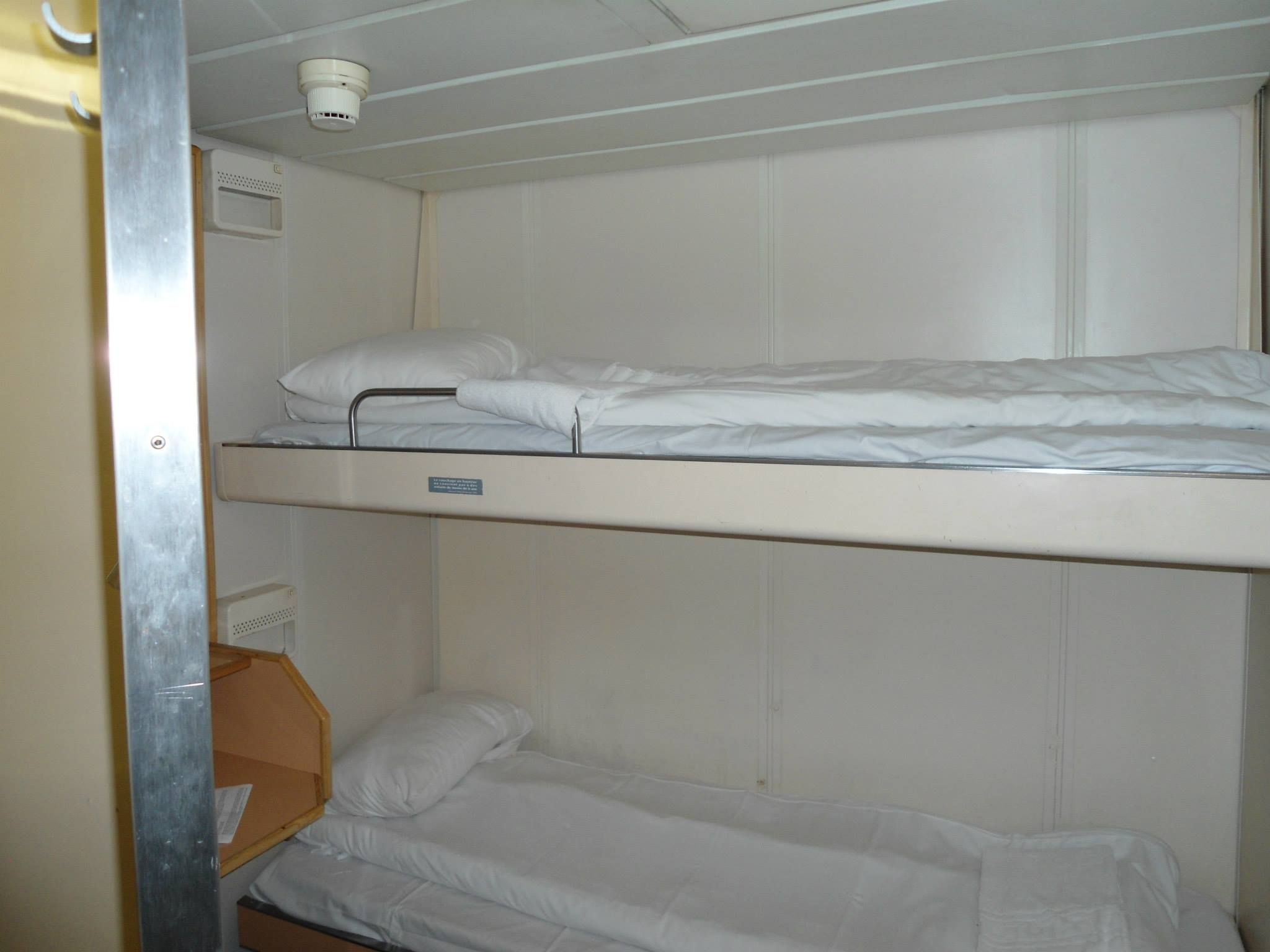
A等室（2名）
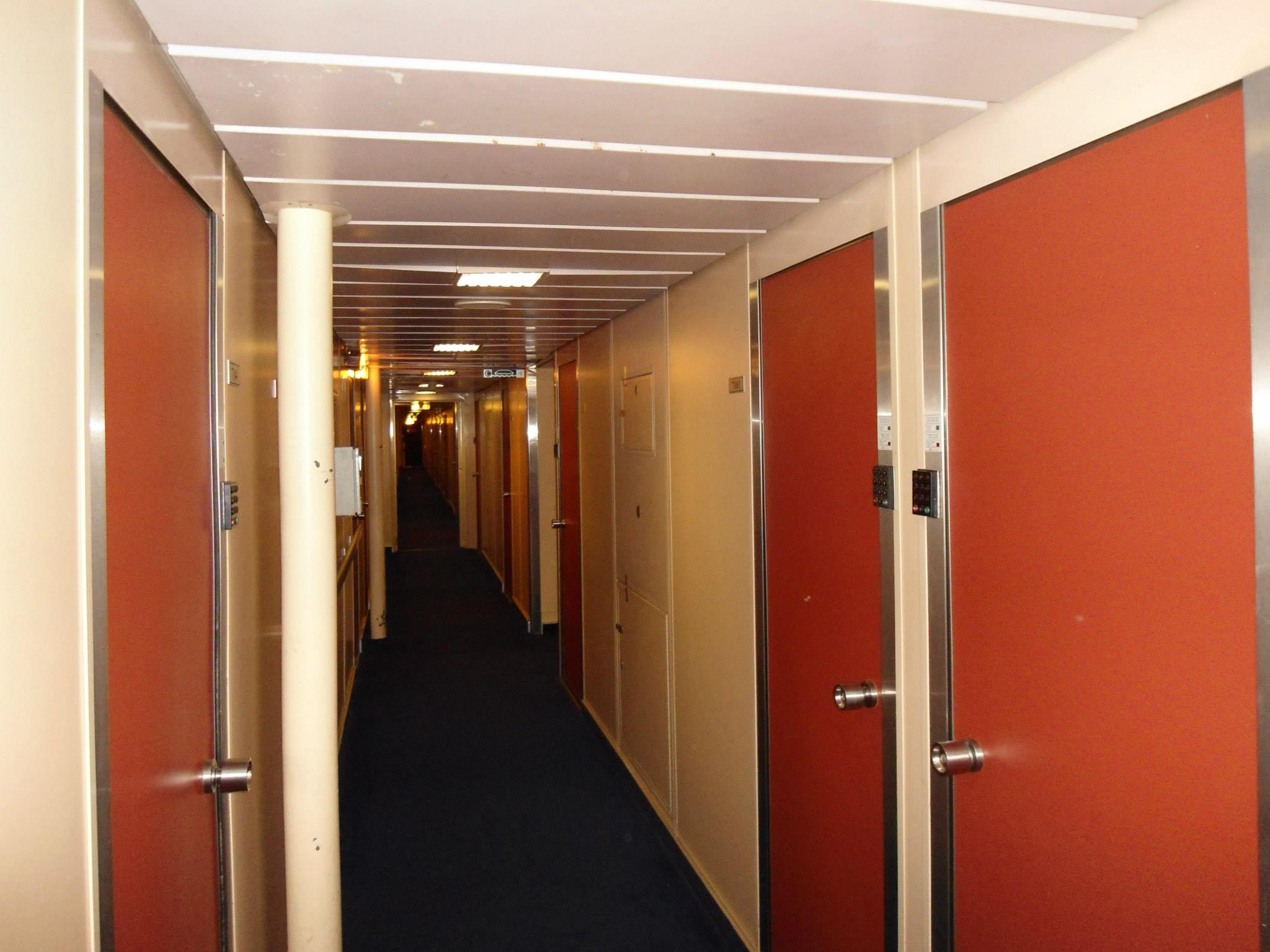

- レストラン

7デッキ
- A等室（2名×160室・4名×111室）

6デッキ
- C等室（4名×148室）
- エントランス
- 案内所
- 座席部屋 (600名)

5デッキ
- C等室（4名×66室）

2デッキ
- C等室（4名×44室）

## 設計

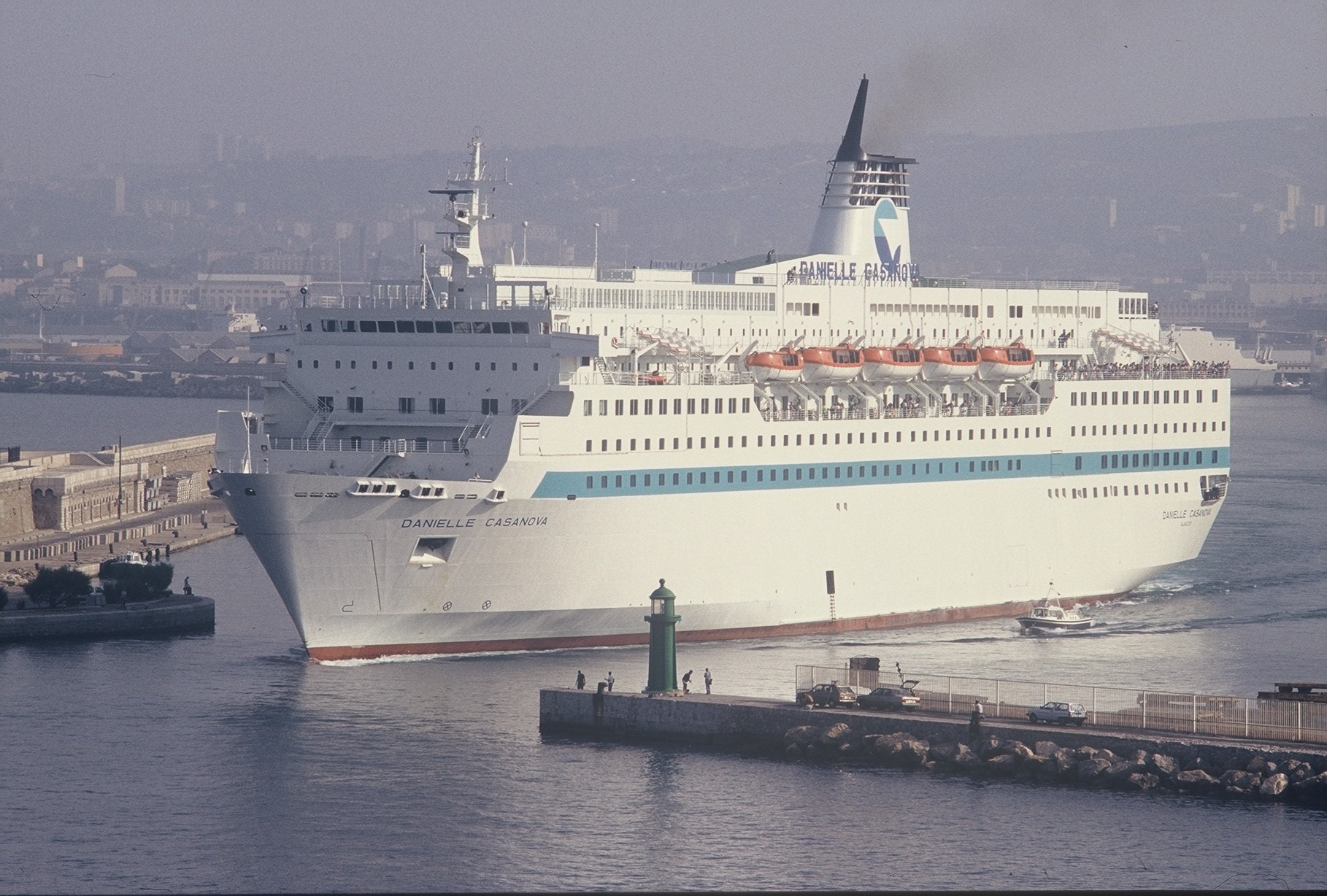
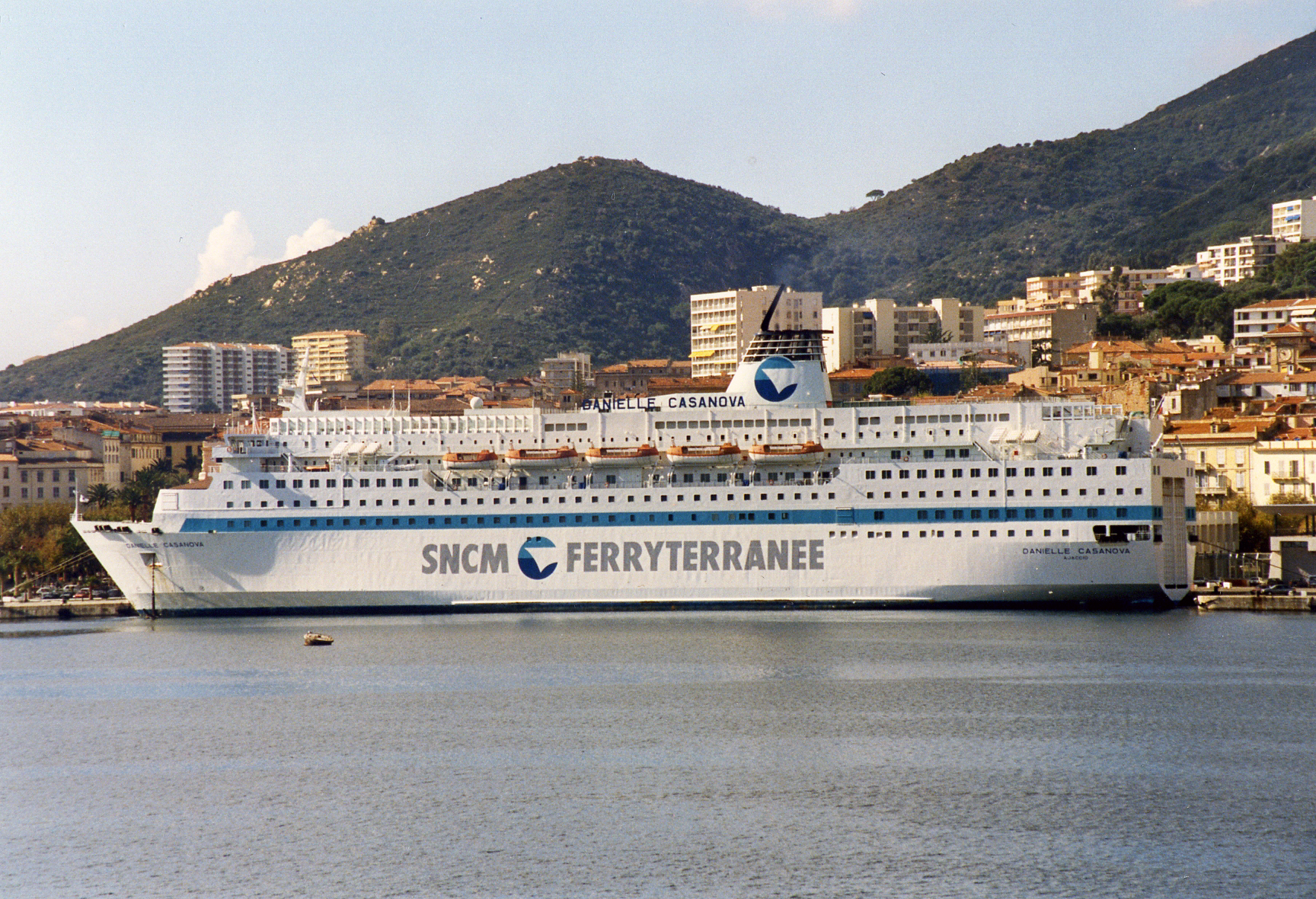
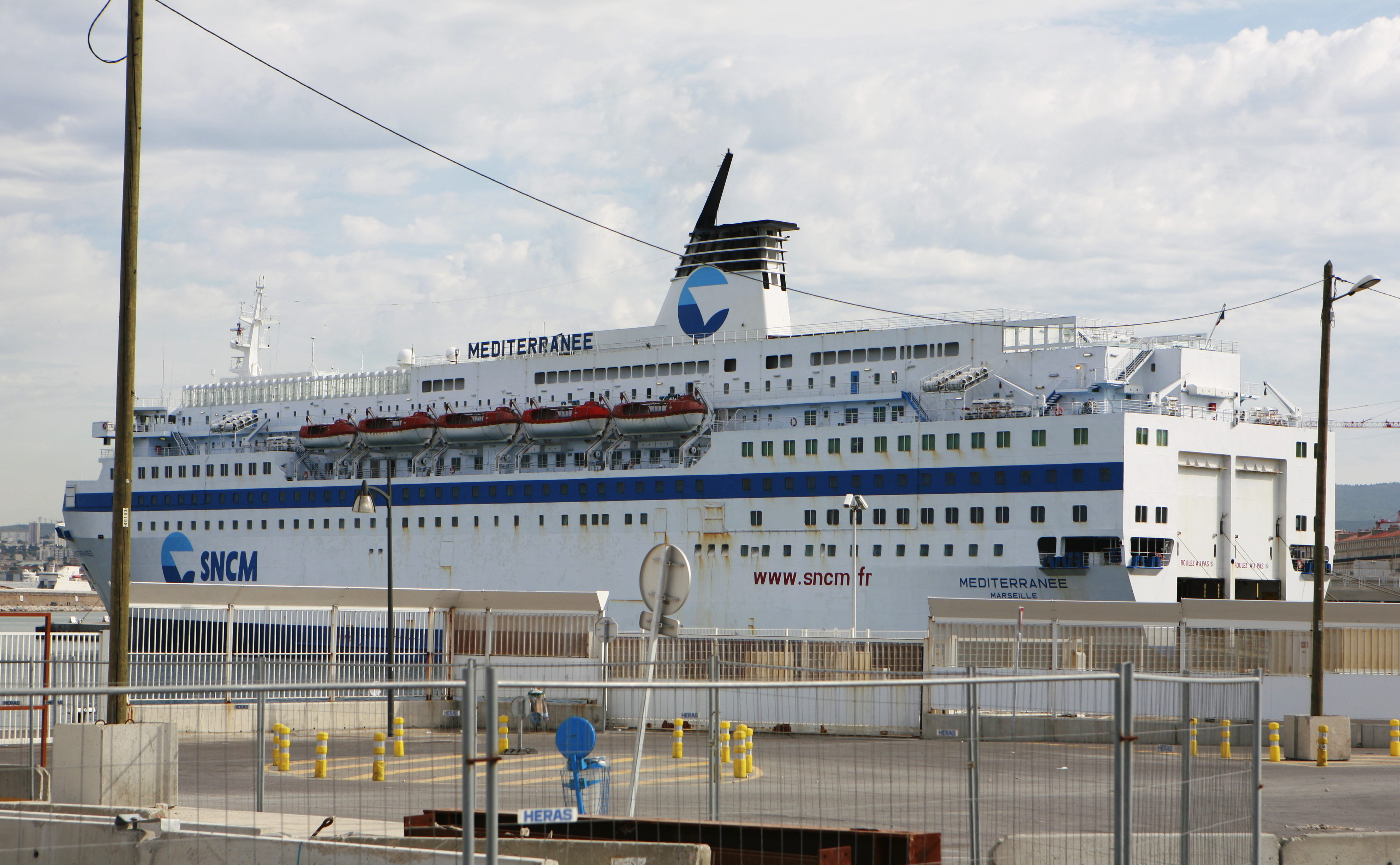
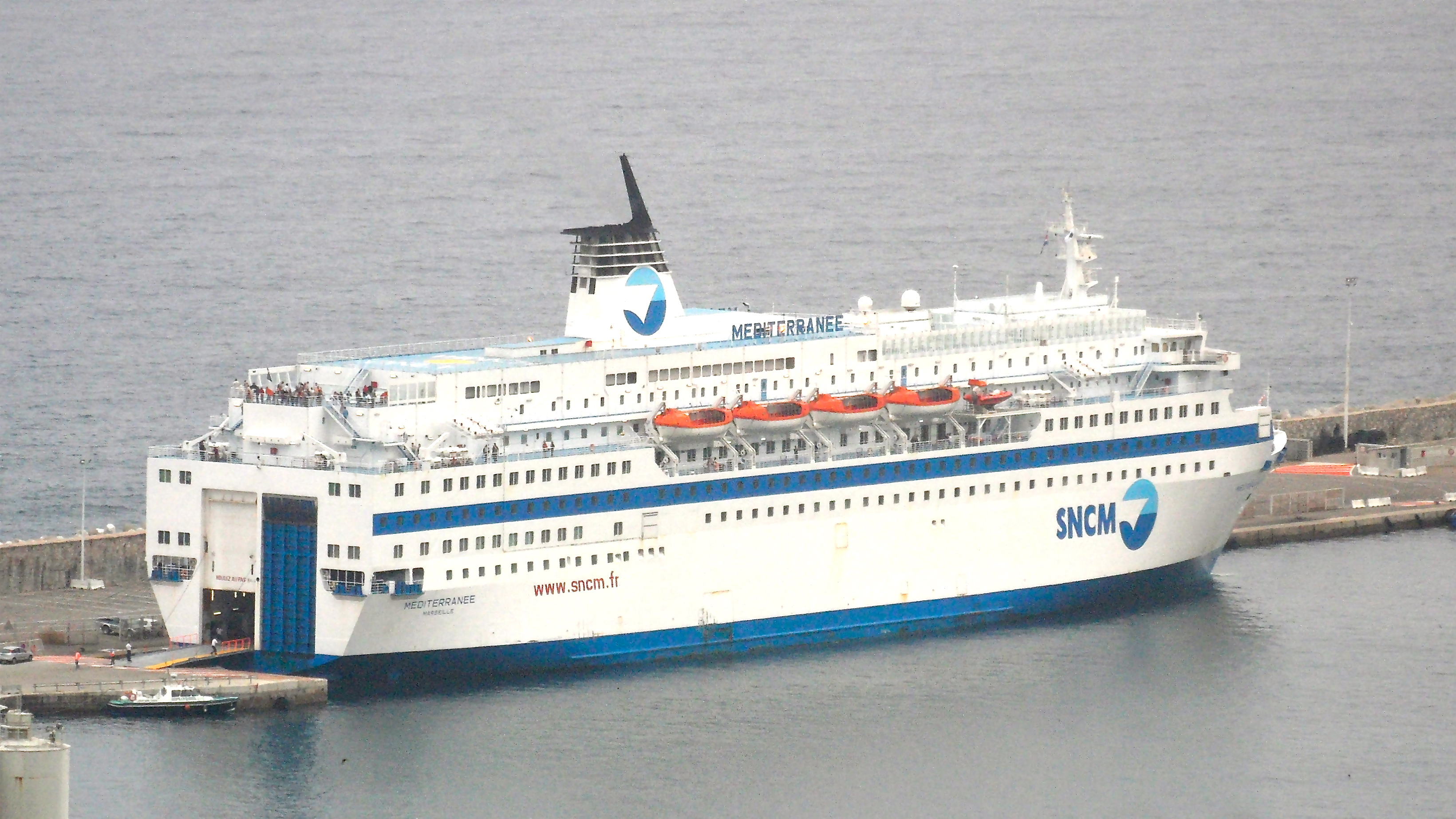
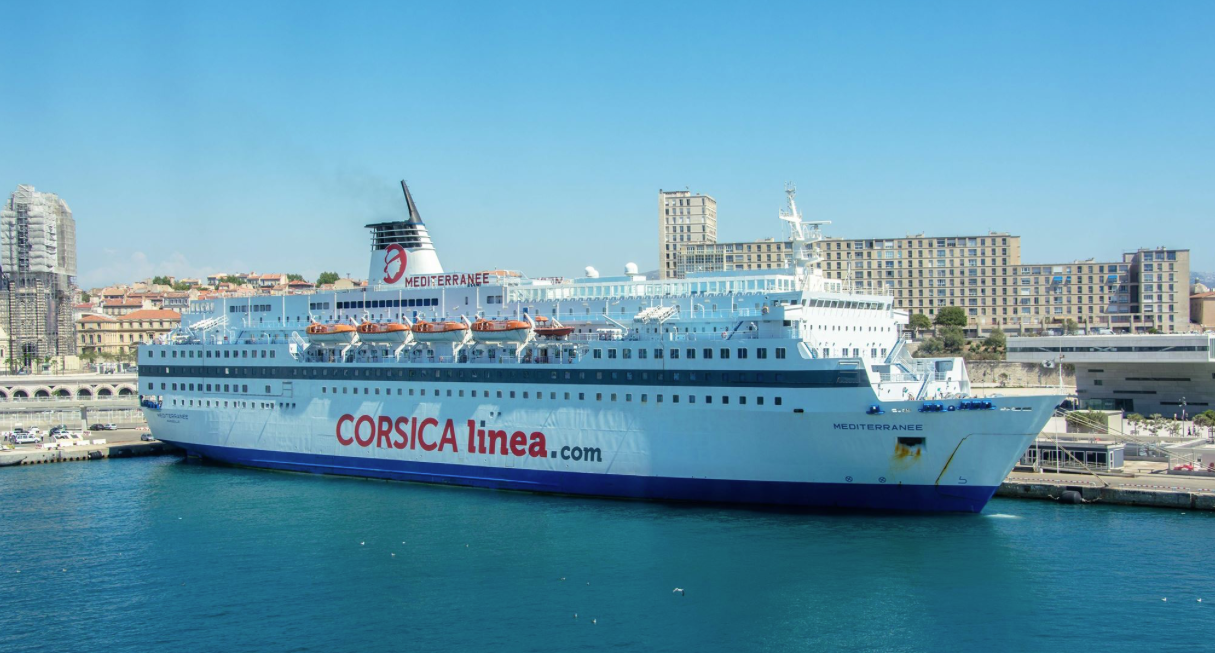
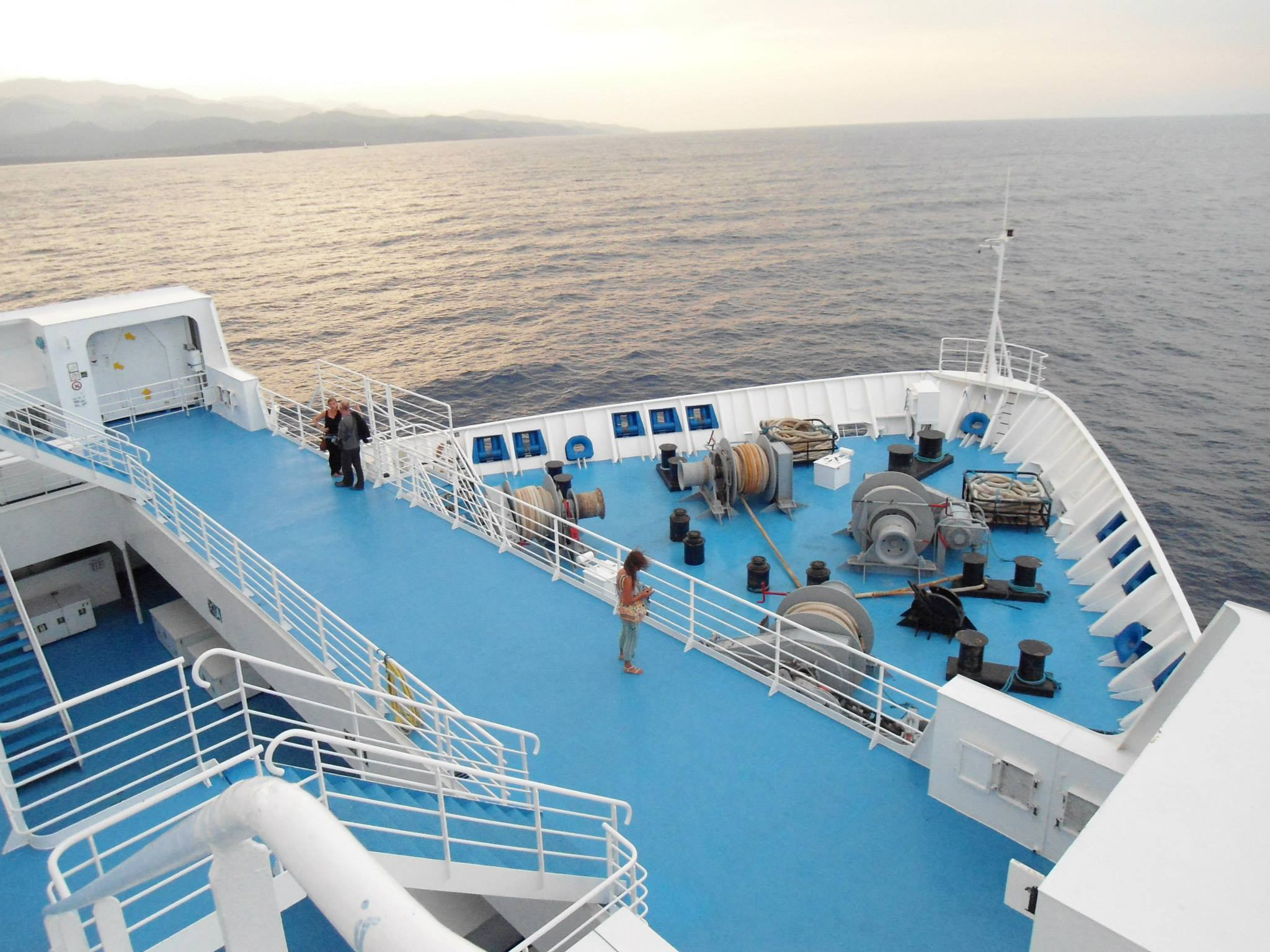
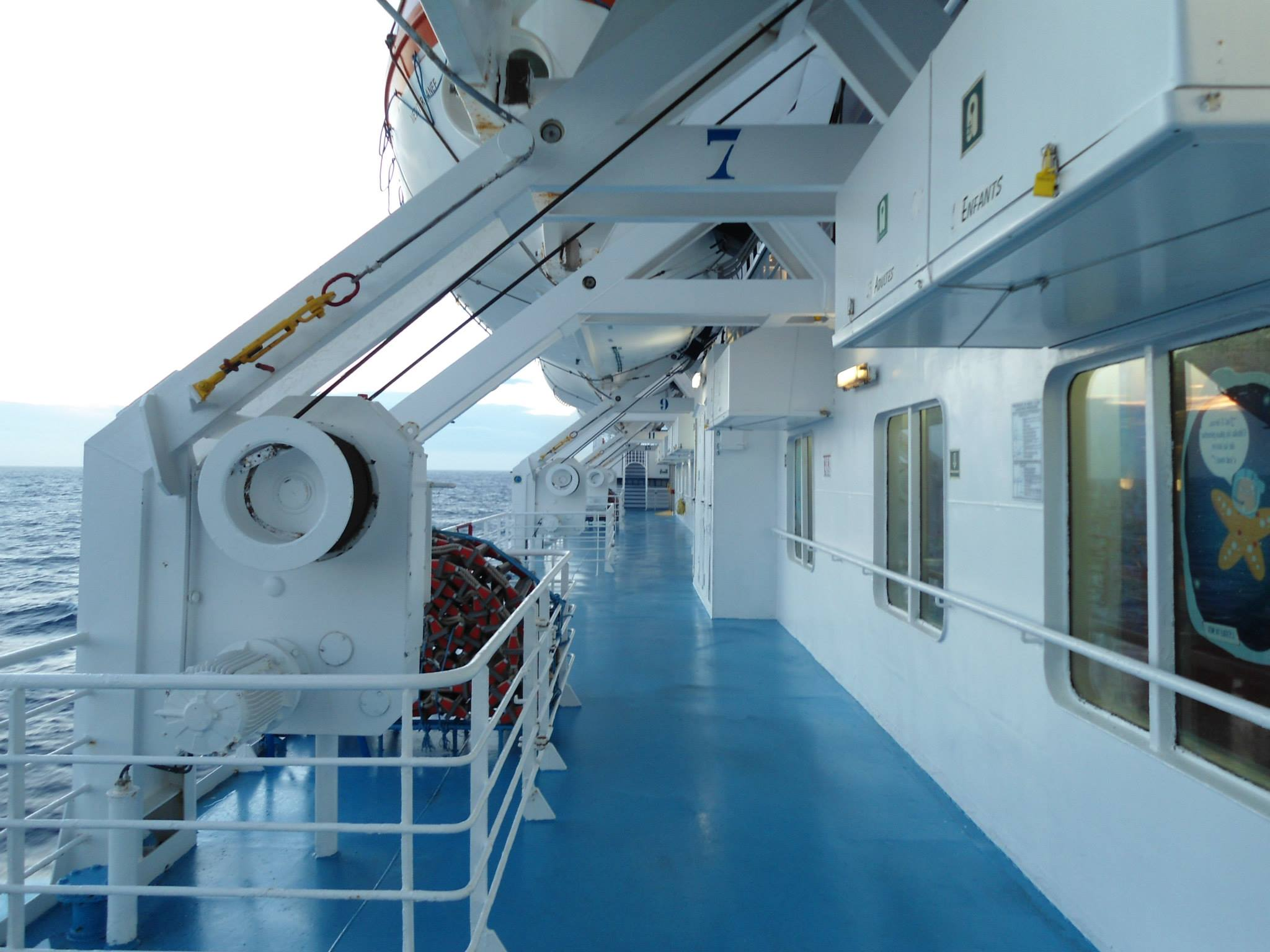
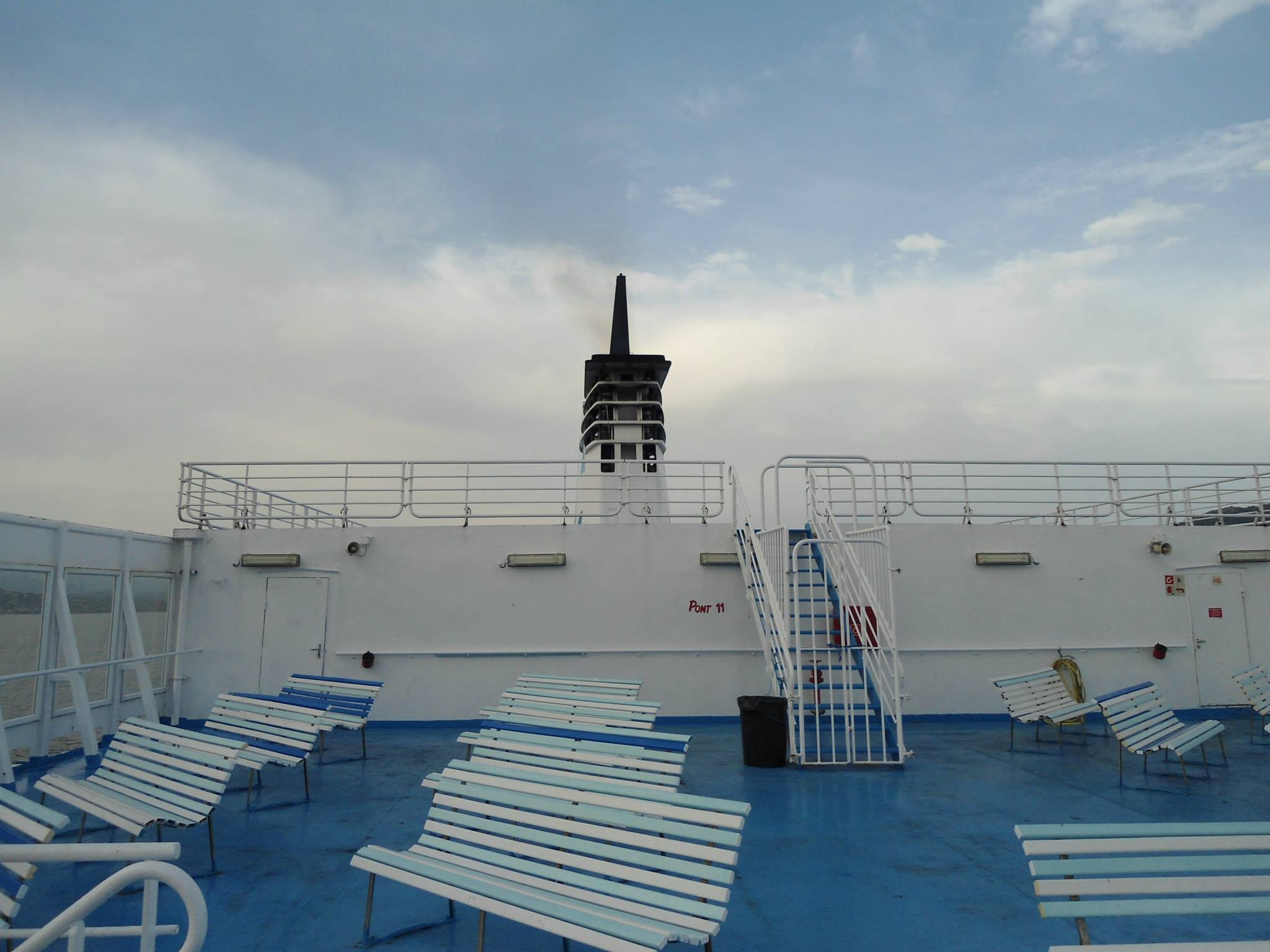

- 案内所
- カフェバー
- レストラン
- カフェテリア
- スナックバー
- A等室（2名）